# (53125) 1999 AL24
1999 أي أل 24 (ويعرف أيضًا باسم (53125) 1999 أي أل 24 وفق تسمية الكوكب الصغير) (بالإنجليزية: 1999 AL24)‏ هو كويكب ضمن حزام الكويكبات؛ وترتيبه 53125 من حيث الاكتشاف.
اكتُشف هذا الجُرم الفلكي بواسطة ماسح السماء كاتالينا في 15 يناير 1999.

## وصلات خارجية
- (53125) 1999 AL24 في قاعدة بيانات مختبر الدفع النفاث لأجرام النظام الشمسي الصغيرة

- الاكتشاف · مخطط المدار ·  العناصر المدارية · المعلمات المادية

- (53125) 1999 AL24 على موقع ويكي سكاي: DSS2, SDSS, GALEX, IRAS, Hydrogen α, X-Ray, Astrophoto, Sky Map, Articles and images